# Gilles Leroy
Gilles Leroy (28 de dezembro de 1958 - ) é um escritor francês. Sua novela Alabama song ganhou o Prêmio Goncourt de 2007.